# 美食車 (香港)

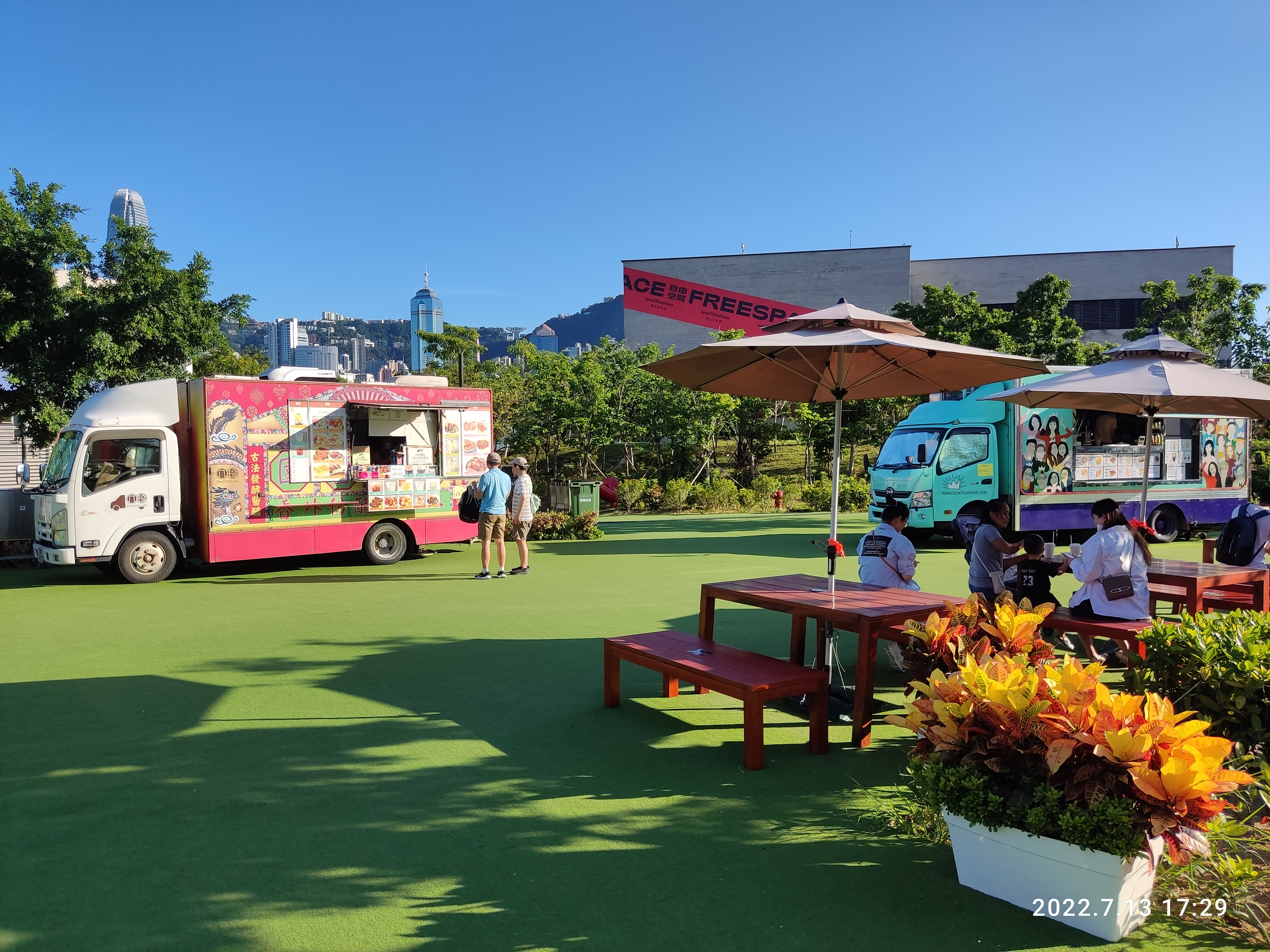
西九公園的美食車

香港美食車（英語：Hong Kong Food truck）是香港政府商務及經濟發展局旅遊事務署2015年推行嘅一項計劃，在香港經營的一批餐車。原為香港政府的旅遊項目，仿效美國加利福尼亞州餐車的商業模式，藉以增加香港對遊客的吸引力，而在項目結束後，部分美食車與西九文化區管理局達成協議，於西九龍文化區西九藝術公園繼續經營。

## 歷史

### 先導計劃時期

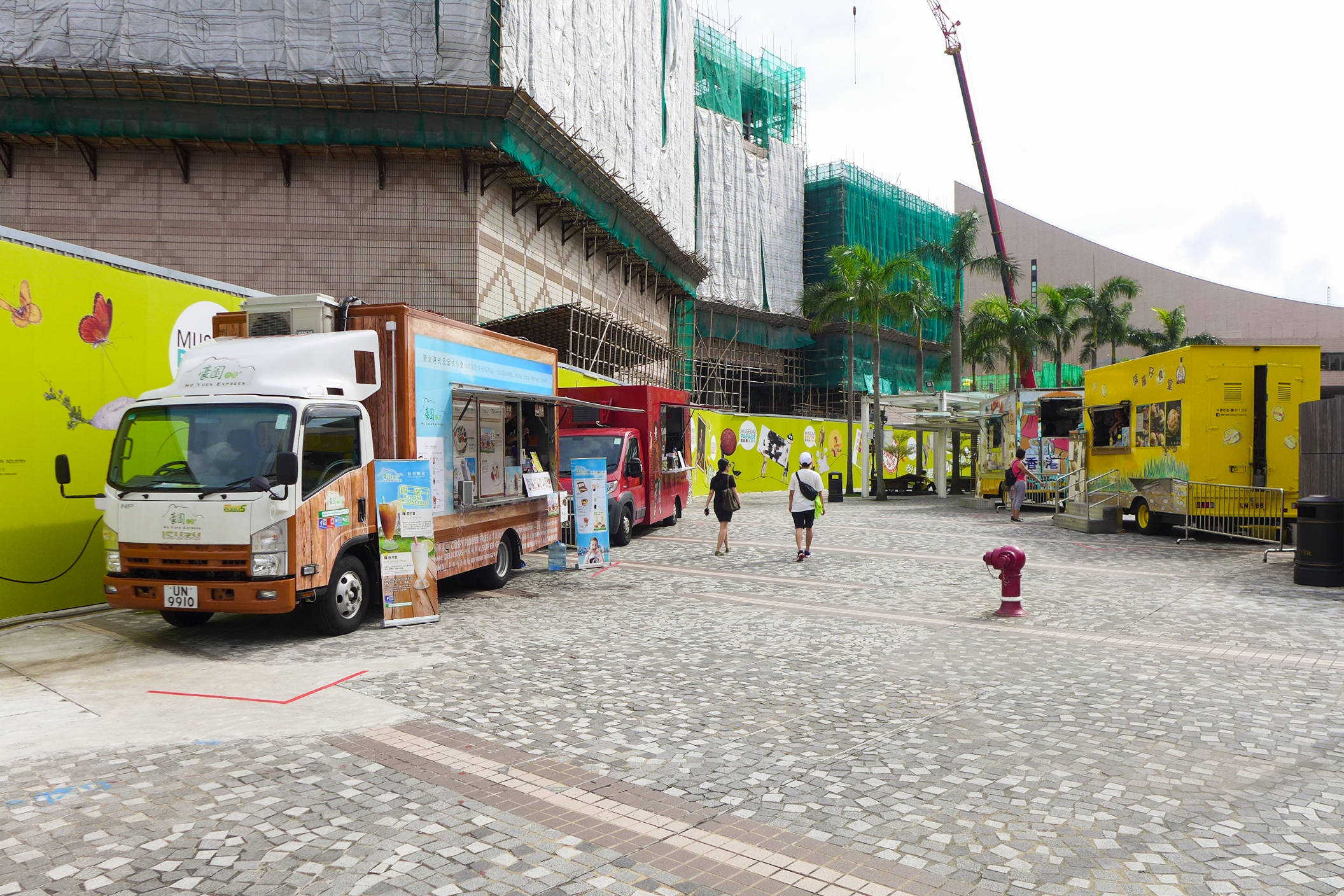
梳士巴利花園藝術廣場的美食車，不過附近不設餐桌讓市民享用

2015年2月25日，時任財政司司長曾俊華發表《2015年至2016年度香港政府財政預算案》時表示，香港不少地方適合設立露天食肆，讓旅客一邊享受美食及一邊欣賞景色，故此已經要求相關部門盡快落實便利業界營運的露天食肆的建議，並且研究將外國流行的美食車引進香港。香港傳媒引述消息人士指出，有關概念源自於曾俊華欣賞美國電影《滋味旅程》後的構思。同月26日，曾俊華出席一個電台節目時提及自己最近欣賞過美國電影《滋味旅程》，認為其劇本相當有趣，令他憶起修讀大學期間多年光顧在學校門外停泊的麵包車，食物「便宜、好食、飽肚」，故此提出美食車的建議，希望能夠具有創意及香港特色。曾俊華出席立法會時表示美食車初步由商務及經濟發展局負責研究。
同年3月2日，時任商務及經濟發展局局長蘇錦樑出席一個電台節目時宣明歡迎此建議，期望美食車除了可以為香港市民帶來新鮮感外，亦能夠成為新旅遊景點；冀毋須修例下，可以盡快推出美食車於市面。他亦指出，引入美食車不等於重發小販牌照，將會以推廣旅遊經濟的角度出發；他又表示，每輛美食車的投資額需要數十萬港元，比較經營食肆成本為低，期望能夠藉此鼓勵年青人創業及發揮創意，設計有特色的美食車及食物，吸引市民大眾光顧。而飲食界立法會議員張宇人於同月27日出席一個電台節目上表示，飲食業界對引進美食車的建議無太大反對聲音。2015年12月，商務及經濟發展局、旅遊事務署向立法會提交文件，披露美食車計劃。
旅遊事務署於2016年4月成立了「美食車專責辦事處」，推行美食車先導計劃。該辦事處歷年財政撥款如下：
| 美食車專責辦事處開支 | （及預計開支） |
| -------------------- | -------------- |
| 財政年度             | 開支           |
| 2016-17              | 1,241.3萬港元  |
| 2017-18              | 827.9萬港元    |
| 2018-19              | 924.8萬港元    |
| 2019-20              | 573.6萬港元    |
| 2020-21              | 573.6萬港元    |
| 2021-22              | 369萬港元      |

2016年4月1日，美食車計劃接受申請，有51位入圍參與挑戰賽，經歷兩個階段「烹飪挑戰賽」後，到7月27日舉行公布結果儀式，16位入選申請者中，有8款為中式、4款為西式及4款為國際菜式。
2017年2月3日，首批16架車中，3架美食車率先營運，分別售賣富創意的便當、漢堡飽、炒飯、餃子等美食。商務及經濟發展局局長蘇錦樑表示計劃為期兩年，會再作檢討。旅遊事務署亦推出「HK Food Truck」流動應用程式，方便旅客追蹤美食車位置和瀏覽相關資料。
由於業務發展並不理想，加上2019冠狀病毒病疫情導致遊客數目大跌，餘下的12架美食車當中只有6架較常營運，而在目前12個場地當中，只有三個較常有美食車到場營運，因此政府決定於2022年6月1日結束美食車先導計劃。
先導計劃時期， 美食車的營運場地營運：
1. 指定場地：
  - 香港迪士尼樂園
  - 金紫荊廣場
  - 香港海洋公園
  - 梳士巴利花園
  - 尖沙咀藝術廣場
2. 可選擇場地：
  - 中環海濱活動空間
  - 起動九龍東一號場
  - 黃大仙廣場
  - 香港科學園
  - 香港科技大學
3. 其他場地：
  - 亞洲國際博覽館
  - 香港科學館
  - 港珠澳大橋香港口岸旅檢大樓
  - 賽馬會香港足球總會足球訓練中心
  - 九龍西西九龍文化區西九藝術公園自由空間（只開放星期五（兩間公司進駐）、六（三間公司進駐）、日（四間公司進駐）、一共三天，早上十一時至晚上八時。）

不再營運的美食車：
- 創意美食[15]
- 七桌子 X 樺得園[16]
- 池記美食車[17]
- 鴻福堂美食車[18]
- Mein by Maureen[19]
- Crunch Munch[20]
- 有得餃水餃專門店[21]
- Beef & Liberty[22]
- 粵廚點心專門店[23]
- JAJAMBAO 擦餐飽[24]

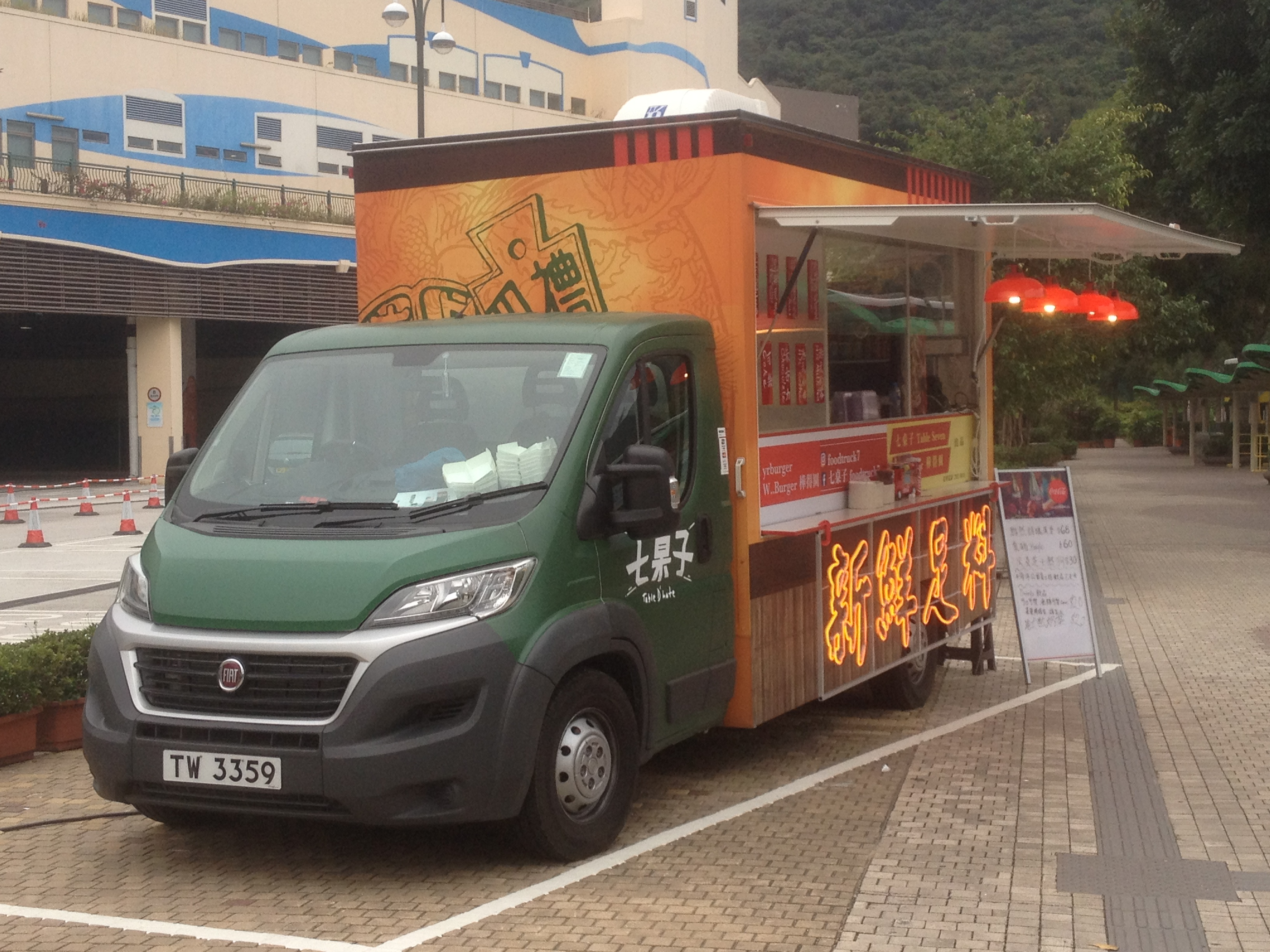
「樺得園X七桌子」美食車
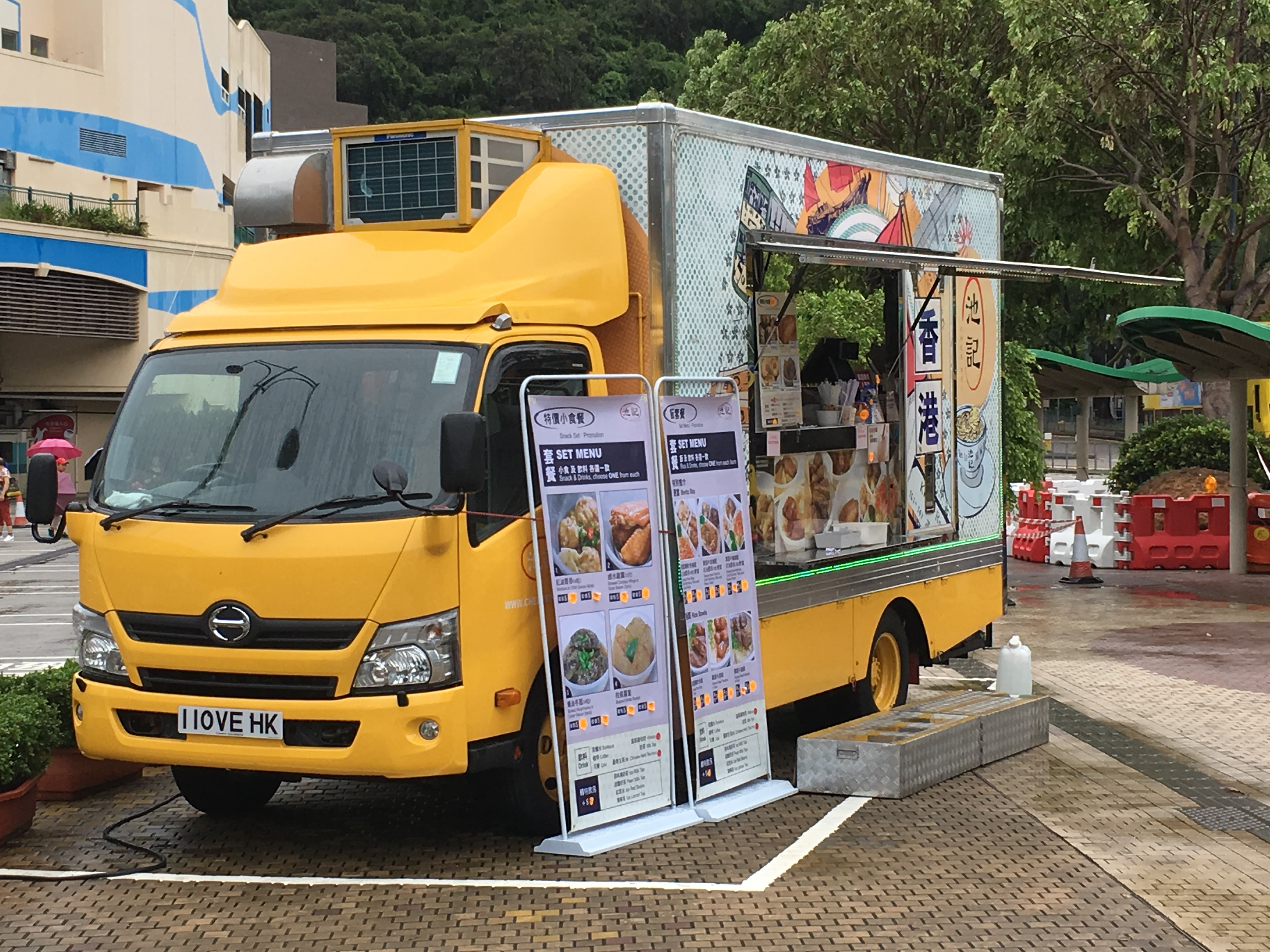
「池記」美食車
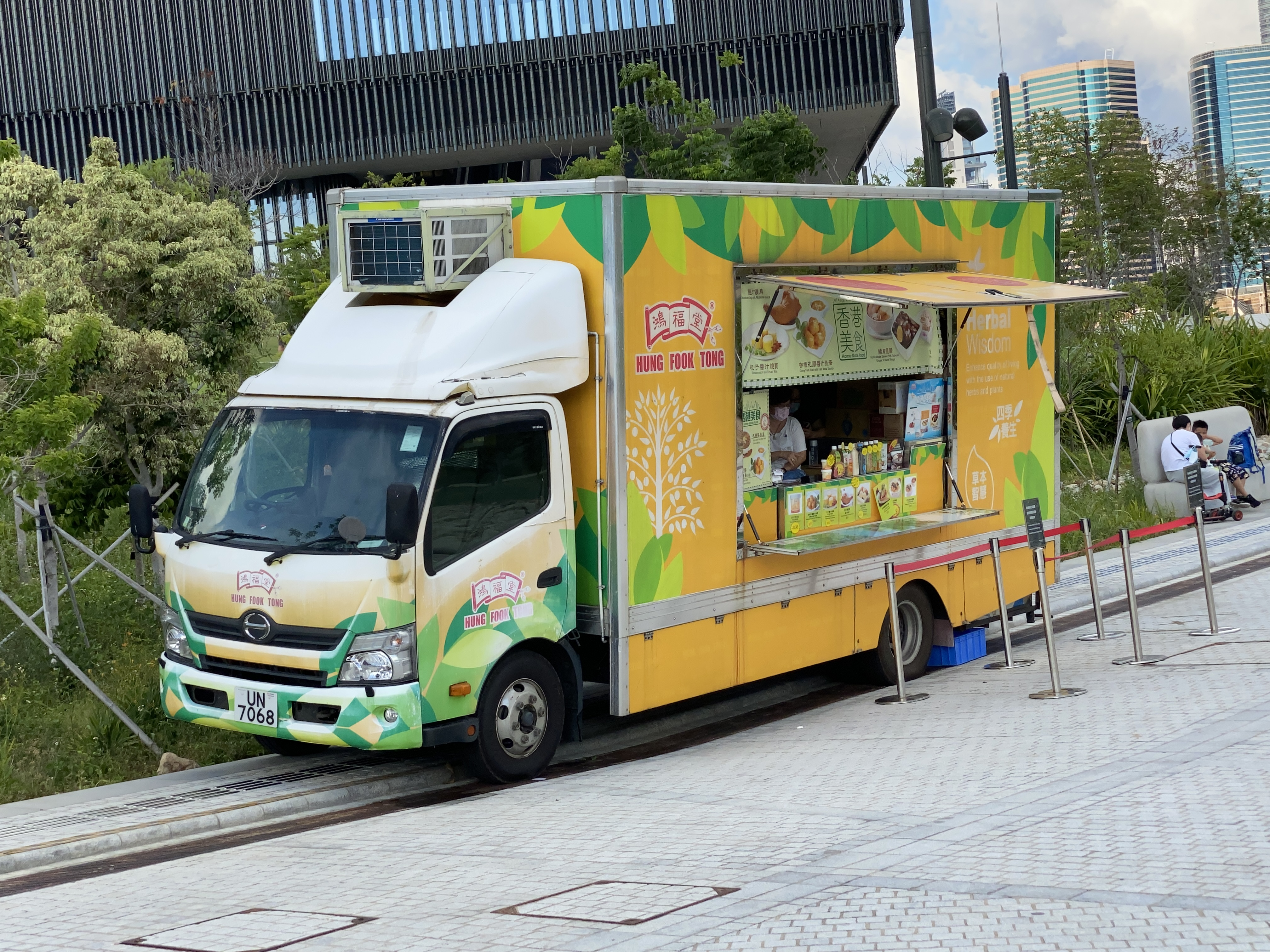
「鴻福堂」美食車
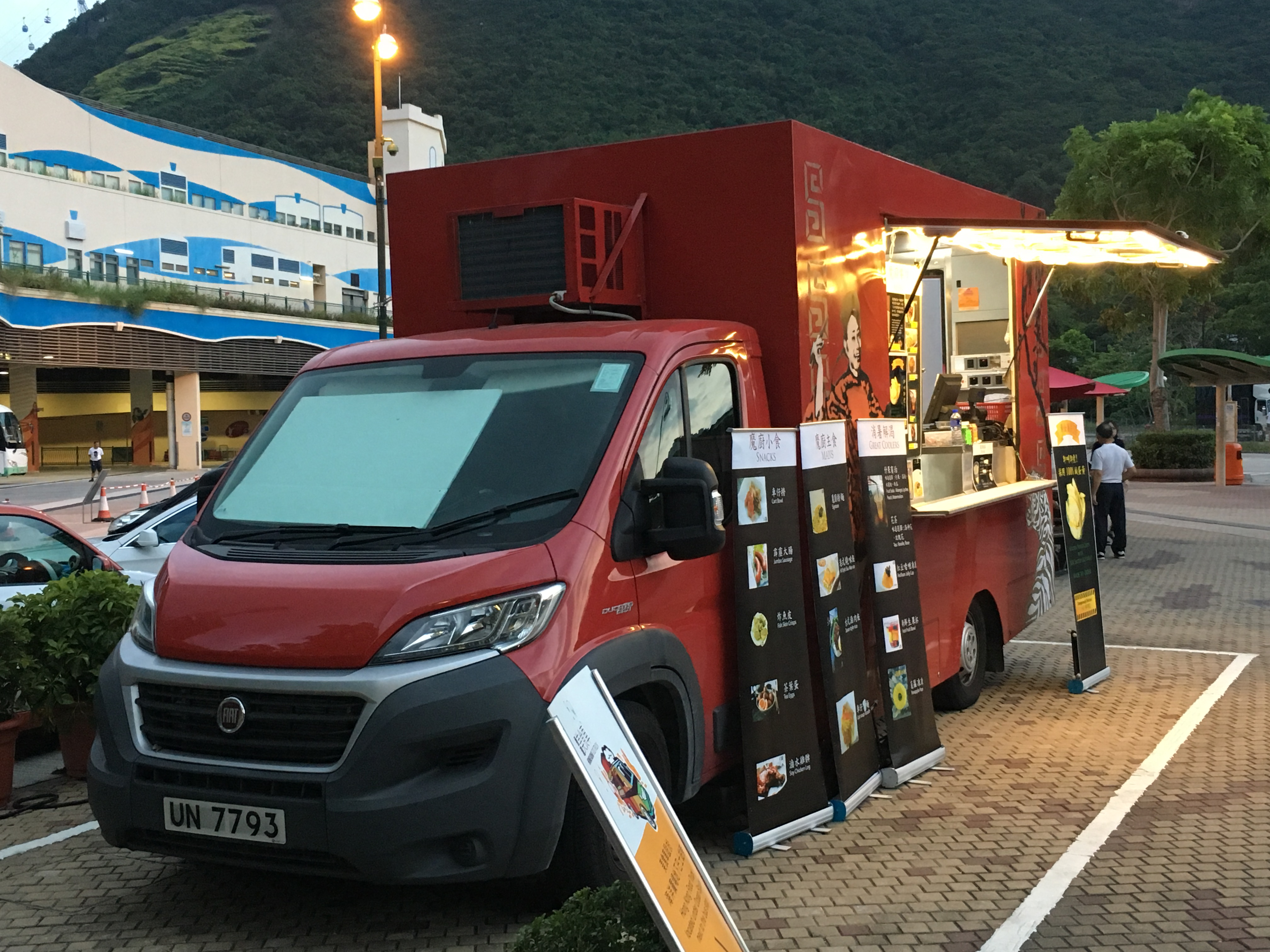
Mein by Maureen
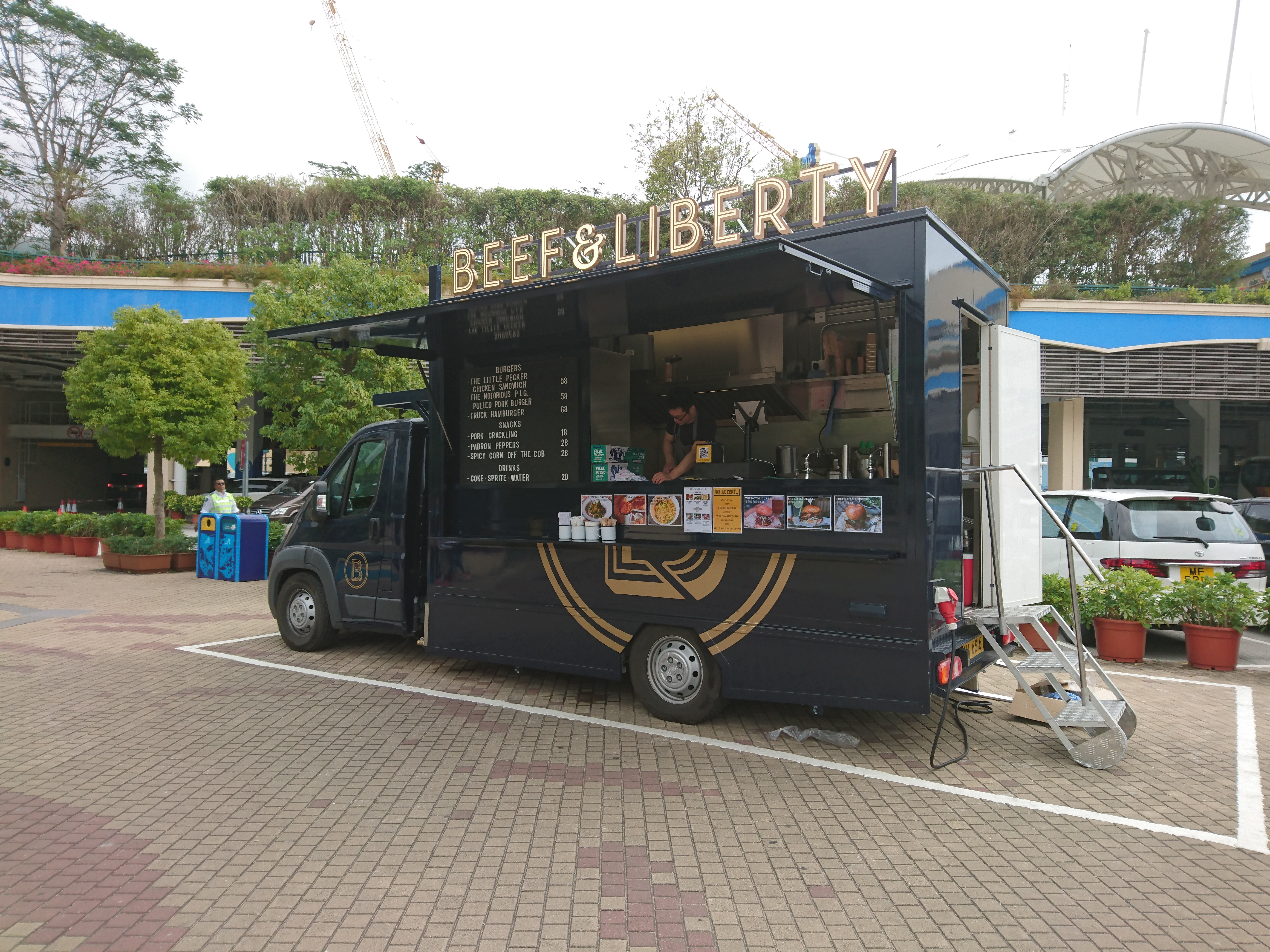
Beef & Liberty Food Truck

### 西九文化區時期
及後，西九文化區管理局表示，與其中6架美食車達成協議，讓他們在政府先導計劃結束後，可在西九龍文化區西九藝術公園的指定地點繼續經營。美食車暫時繼續沿用現時的美食車牌照至2022年10月，之後轉用食環署特別為西九文化區美食車新設的食物製造廠牌照。美食車移師西九文化區半年後，因計劃反應正面，全達收支平衡，6架中有5架更錄得盈利，西九文化區管理局遂與全數美食車經營者續約。
現正營運的美食車：

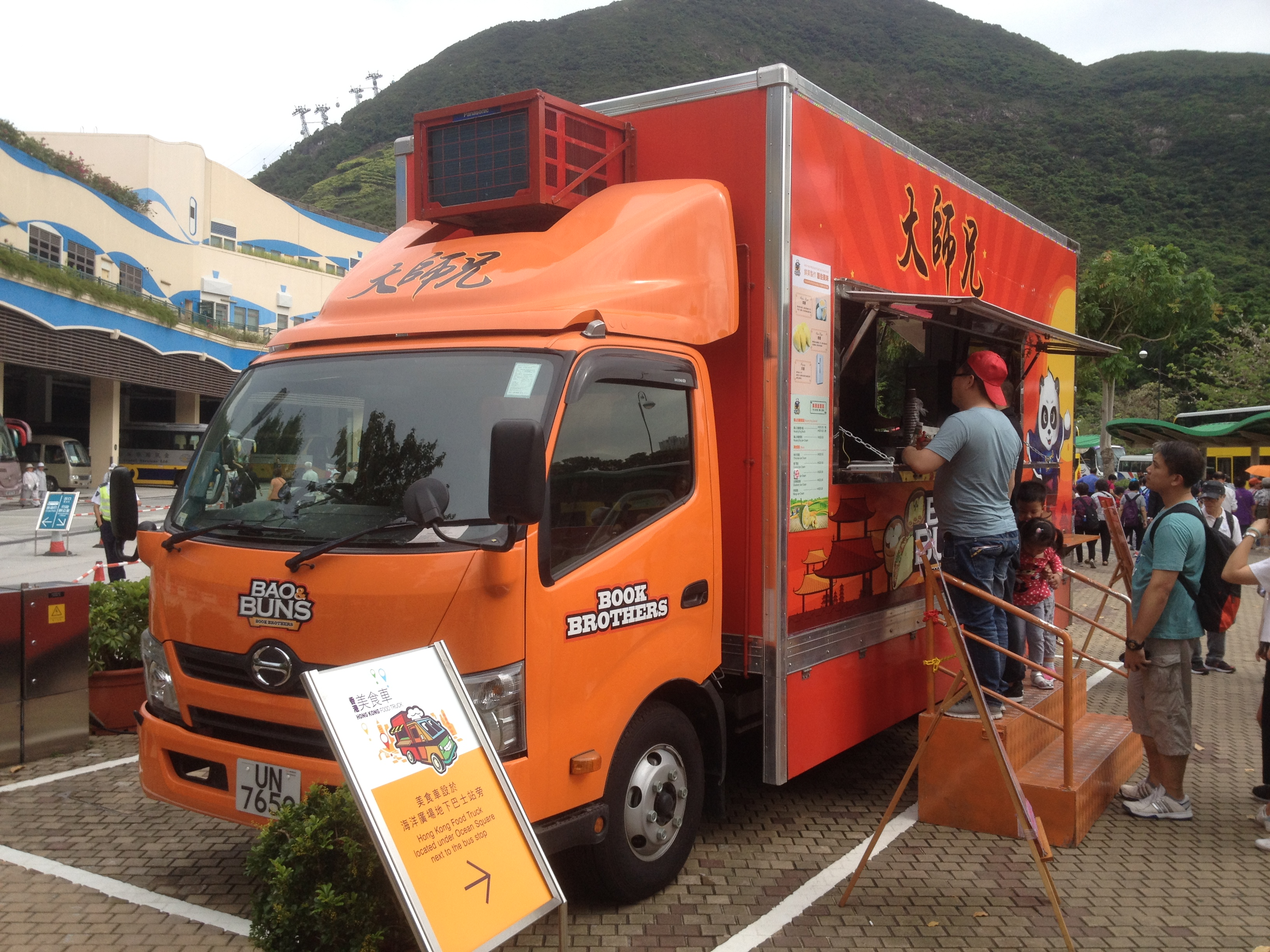
大師兄美食車
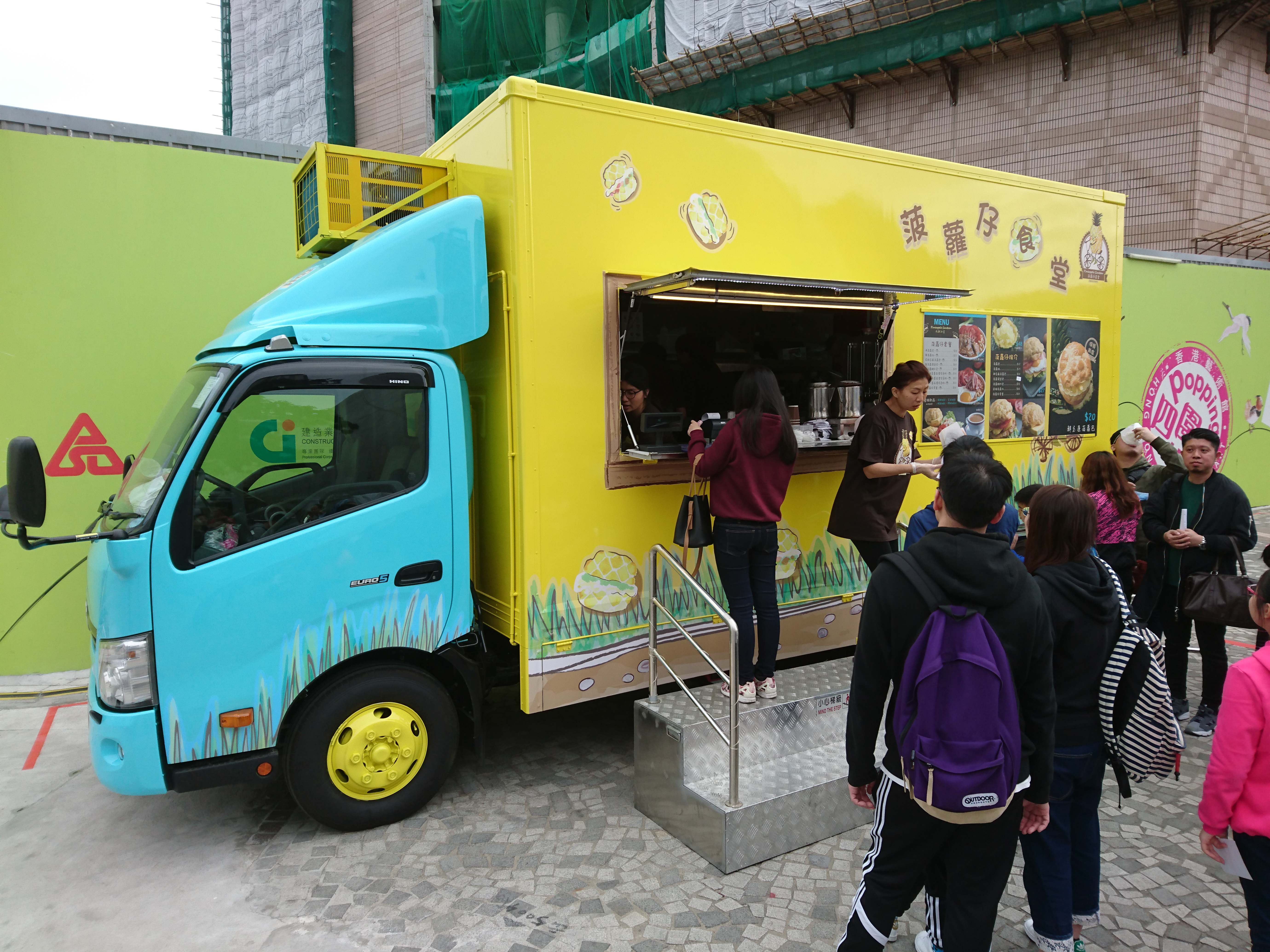
菠蘿仔食堂
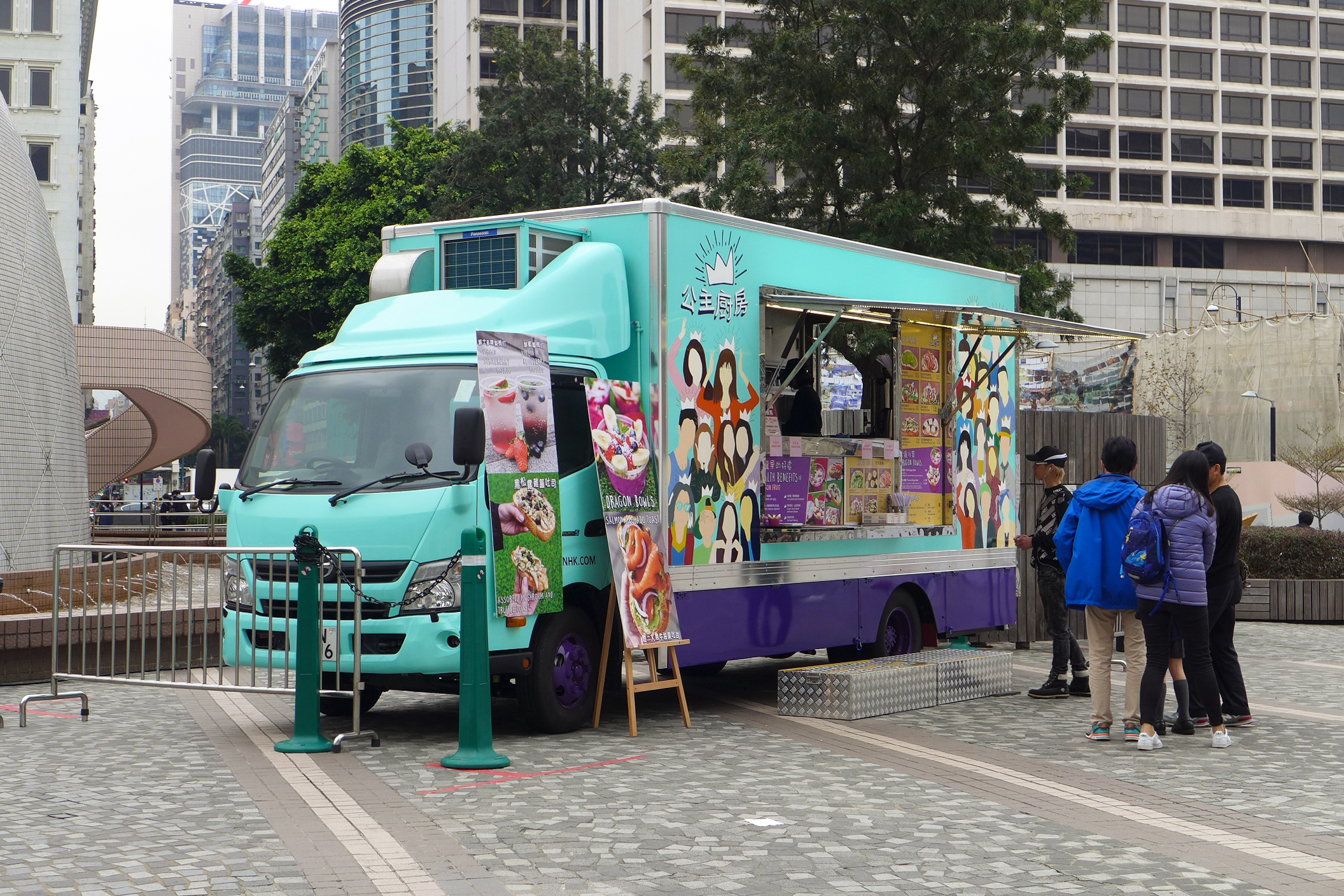
泰妹美食車（前稱「豪園小食」）
- 幸運站（前稱「公主廚房」）
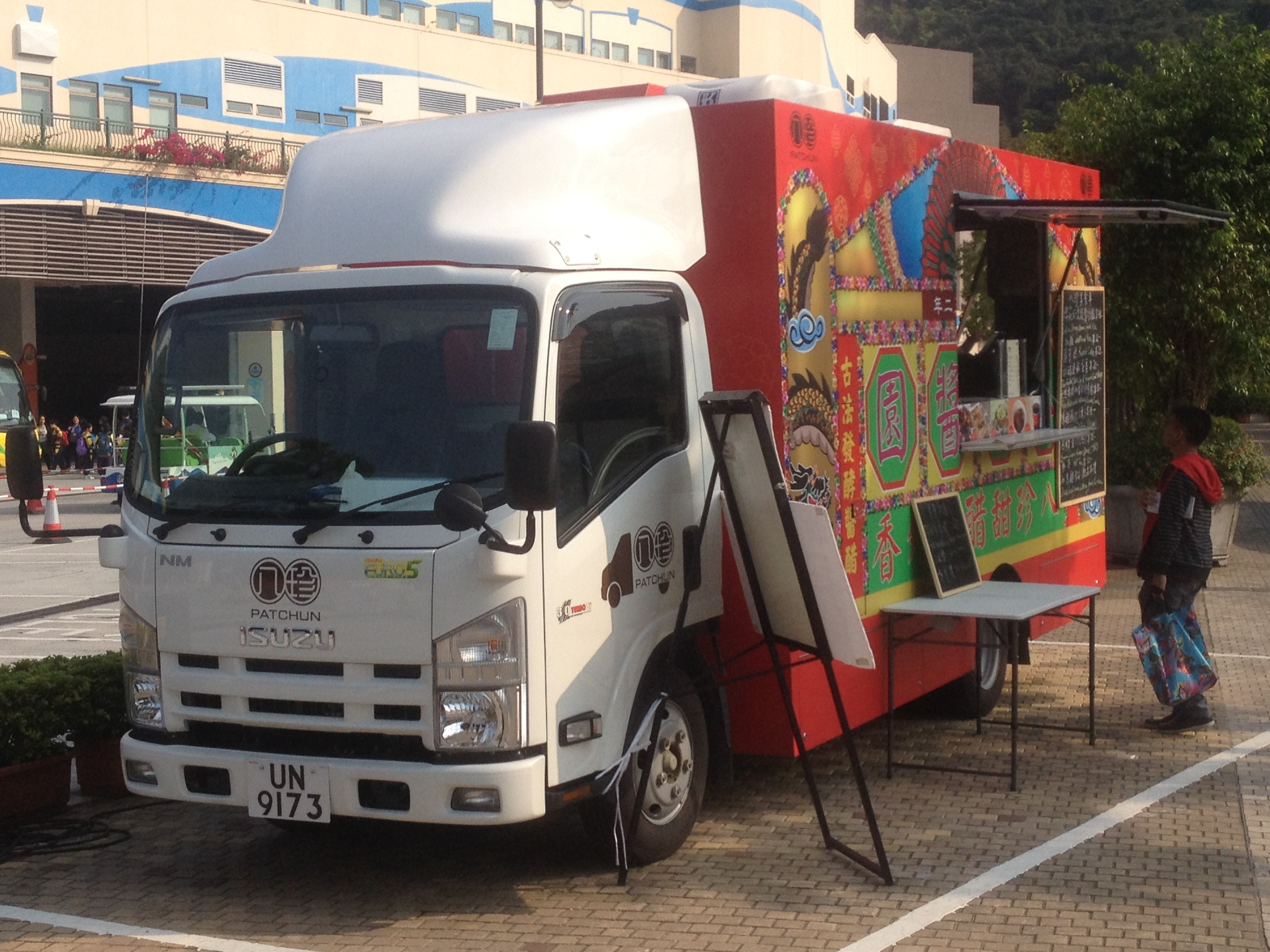
八珍醬園美食車
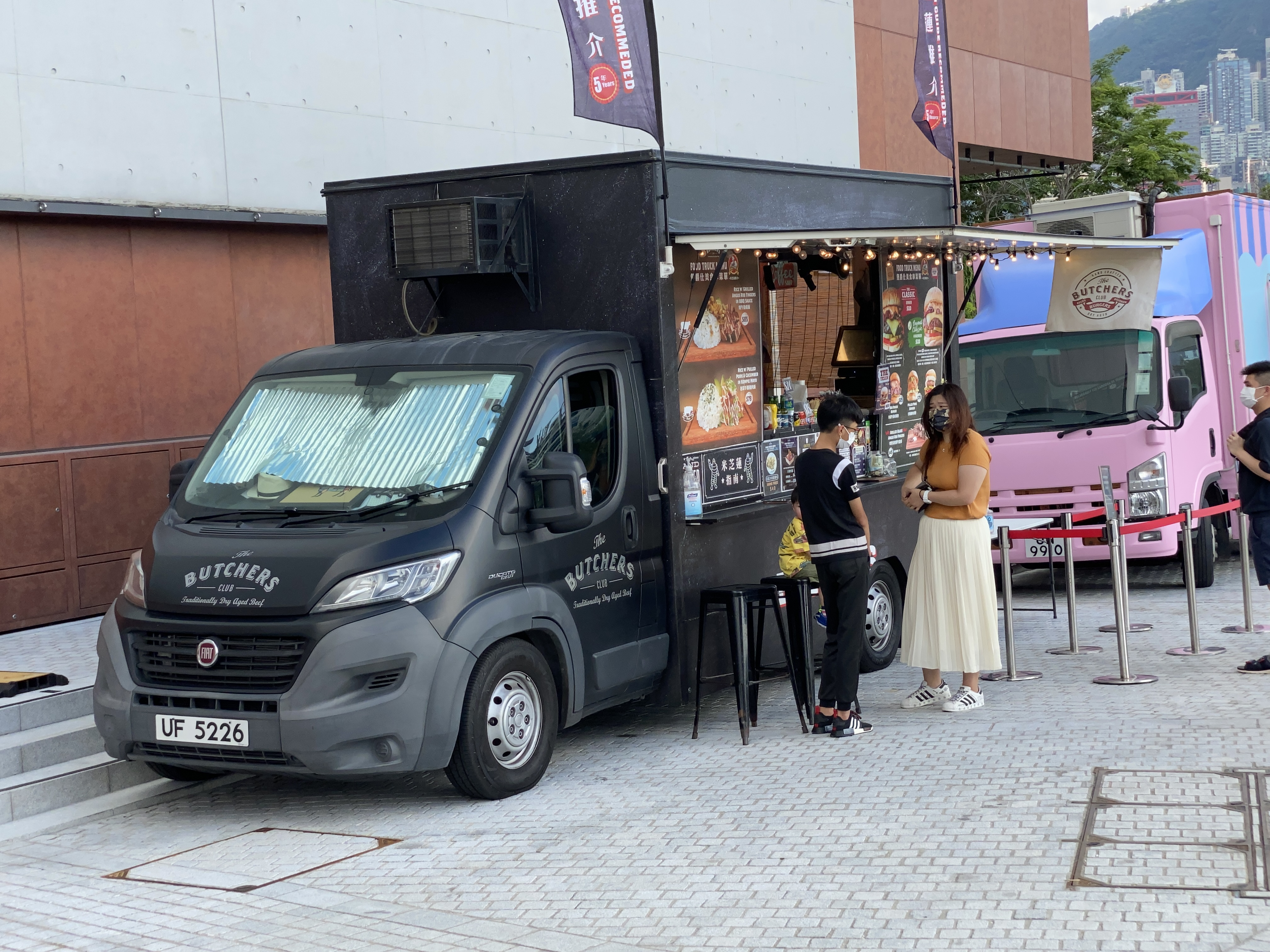
堡爵士美食車

- 大師兄美食車
- 菠蘿仔食堂美食車
- 幸運站（前稱「公主廚房」）美食車
- 八珍醬園美食車
- 堡爵士美食車

## 規管
美食車的設計有別於在香港經營及獲得發出牌照的雪糕車和小販車，香港政府要求美食車設有防火、去水、通風設備等等。政府表示，美食車必須取得食物環境衞生署發出的「食物製造廠牌照」及運輸署發出的「特別用途車輛牌照」。

## 爭議

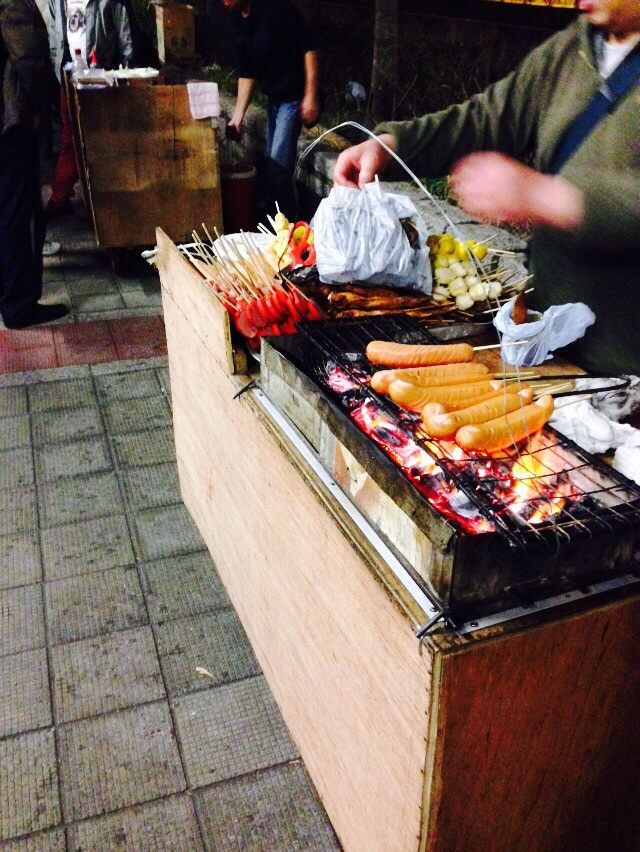
正在售賣串燒的流動熟食小販的木頭車，民間爭取重新發牌。

### 小販政策
2014至2015年間，香港小販的管理問題引發社會討論。2015年，至少有3個民間組織將聯手撑小販，於年初二於深水埗擺地攤撑小販。時任食物及衛生局局長高永文於2015年3月2日出席立法會小販政策小組委員會時宣傳香港政府對小販政策的5大建議改革，包括考慮簽發新的大排檔及固定攤位小販牌照，考慮將出租率偏低的街市改建為熟食中心，並且設置地區主導的露天小販市場及夜市，藉此改善現有小販區域的衛生情況及整體營運環境。他又強調，希望為小販政策注入多元化發展及傳統工藝，而不應該從扶貧及社會福利的角度出發。
同年，立法會就美食車先導計劃多次討論。財政司司長曾俊華於同年宣佈的《2015年至2016年度香港政府財政預算案》中，表示研究將美食車引進香港，有人認為有關建議自相矛盾。2015年12月，商務及經濟發展局、旅遊事務署向立法會提交文件，披露美食車計劃。香港政府回應時強調，美食車概念並非在於「民生」或者「扶貧」措施，而是屬於旅遊項目，每輛美食車的投資金額達數十萬港元，行走高檔路線，而且受到法制監管，與位於街頭的、衛生情況欠佳的無牌熟食小販不一樣。
數星期後，政府在農曆新年時執法掃蕩小販，引發旺角騷亂。之後，多個關注基層民生團體認為，美食車亦可包括傳統流動熟食小販所使用的木頭車。木頭車製作成本不高，成本只需1500元，便可為普羅市民提供不同種類的美食，如魚蛋、碗仔翅、串燒、各式炒粉麵飯及糖水等。這種木頭車於香港可追朔至1952年。

### 規管限制
2015年3月2日，時任商務及經濟發展局局長蘇錦樑出席一個電台節目時表示，未有適合於美食車相關的發牌制度，而需要先行將其套用在現行《香港法例》的食物製造廠牌照規定，故此引進美食車的初期，美食車將不獲准流動經營，而需要在固定地點營運；此舉被認為與美食車的流動餐飲概念背道而馳。不過，他亦表示當實行一段時間、通過研究衛生及配套等問題後及修訂法例後，將會可以增加美食車的流動性。
有報章評論狠批港府推行美食車政策不周，眼高手低，引入計劃初期吹噓美食車前景「一片光明」，惟到後來計劃推行有心無力，政策又未配合實際情況，雖美食車具有流動性強的優勢，但當局以擔心阻塞交通為由限制美食車只能於指定地點經營，最終只有香港迪士尼樂園附近選址有利可圖，其他選址經營則慘淡。評論批評政府視美食車為雞肋，沒有做好長遠規劃思維，對於商戶提出的建議亦不予接納。。2021年7月，立法會議員謝偉俊、張宇人和廖長江分別批評政府對美食車規限過多不懂變通，時任商務及經濟發展局局長邱騰華反駁，不會凡是政府資助的項目都會在商業上成功，又辯稱政府已出了不少力幫助。有美食車經營者認為，計劃不成功，與指定營運地點人流不足、政府堅持「人車分隔」政策等有關，並非美食車本身經營不善，而是政府計劃失敗。西九當局容許美食車停泊過夜，則可讓營運者節省停泊和司機成本。

### 官員態度
2017手2月4日，競選特首的候選人曾俊華到訪尖沙咀文化中心了解美食車經營情況，並指美食車「成功讓家庭式經營的傳統冰室衝出屋邨，接迎國際旅客」。2017年3月，競選特首的候選人林鄭月娥接受傳媒訪問時，不點名批評財金官員忽略香港經濟隱憂，「眯起眼睛不看，走去搞食物車!」有美食車負責人向電台節目表示，感覺政府換屆交接後，接任局長對美食車的態度是零關懷、零關心。有評論指出，自推動美食車的曾俊華離開政府後，林鄭月娥政府採取任由美食車自然消亡的態度，是計劃失敗的主因。立法會議員張宇人指出，對於林鄭月娥政府而言，美食車是「前朝遺物」，固此對它「不聞不問」，任由其「自生自滅」。

## 經營狀況
2017年3月10日，旅遊事務署表示，尚未開業的「華星冰室」美食車以商業決定為由，決定退出計劃。其後尚未開業的「小甜谷」美食車亦退出美食車計劃，空缺分別由「JAJAMBAO擦餐飽」和「The Butchers Club」替補。
截至2017年6月，香港迪士尼樂園為營運表現最理想場地，起動九龍東一號場、中環海濱活動空間及香港海洋公園的表現較遜色。美食車顧客比例方面，迪士尼樂園、金紫荊廣場、海洋公園和尖沙咀藝術廣場旅客比例都超過60%，本地人則約21至39%；另一邊廂，在黃大仙廣場、起動九龍東一號場、香港科學園、亞博和科大則有明顯高出許多的本地顧客比例。
14架美食車一同合作組成「香港美食車聯盟」，在2017年6月首度聚集在中環海濱，參與一年一度的「香港龍舟嘉年華」，結果反應良好。
2017年10月3日，旅遊事務署回覆媒體查詢時指，接獲一部美食車的口頭通知，表示「由於它和商業伙伴在合作上有分歧，導致可能會退出美食車先導計劃」，但署方並未接獲任何正式通知。而根據替補機制，替補名單上已經沒有後補的申請人。
2019年，港珠澳大橋香港口岸旅檢大樓及賽馬會香港足球總會足球訓練中心先後被納入為營運場地。另外，政府披露2017至2019年間，美食車「可供營運的總日數」和「選擇不營運的總日數」。在「選擇不營運的總日數」方面，2017年為1127日，2018年為2772日，2019年為3453日。2019年，在「沒有美食車營運的日數」方面，8個指定營運場地表現參次，迪士尼樂園是0日（全年美食車營運的日子達364天），但中環海濱活動空間在311天「可供營運的日數」中有290天沒有營運，黃大仙廣場在361天「可供營運的日數」中有358天沒有營運（全年只有3天有美食車營運），起動九龍東一號場在364「可供營運的日數」中有359天沒有營運（全年只有5天有美食車營運）。
2020年，受新冠肺炎疫情影響，大部份美食車沒有營運，截至2020年12月20日，全部美食車的收入只有87萬元，較2019年下跌九成。中文大學商學院高級講師李兆波指出，位置和每兩星期輪替是美食車計劃的先天缺陷，推算每輛美食車要達到每天營業額5千元，即每月15萬元，才能達到收支平衡，而過去表現最佳的美食車也只能做到每月17萬元的營業額。疫情下，不少食肆轉做外賣，也令美食車面對更大競爭。
截至2021年2月底，2021年度美食車的總收入為28萬元。
2022年6月，西九文化區與六架美食車簽約，安排該批美食車在西九文化區經營。半年之後，六架美食車全數收支平衡，其中五架更有盈利。有美食車負責人指出，西九文化區以日租600元、分成10%與美食車經營者簽約，收費合理，而且又批准在節日期間經營至凌晨一時，又願意接納意見增加太陽傘及桌椅。

### 分店入鋪
部份美食車在打響名堂後，成功在地鋪開分店。「豪園小食美食車」在將軍澳開設小食店；「七桌子X樺得園」尋得商業合作在紅磡黃埔新邨開設火鍋店，而「菠蘿仔食堂」更先後在東涌和沙田港鐵站開實體店分店，被譽為小本經營的神話。

## 收入
美食車於2017年2月開始營運後，不少經營者表示若干指定營業地點人流欠佳，加上配套不足，生意出現虧損。
2017年5月，旅遊事務署推出多項優化措施，包括：（一）引入四個新場地（亞洲國際博覽館、科學園、香港科技大學和香港科學館）；（二）提供更靈活的輪替安排（美食車日間在起動九龍東一號場營運，晚上則移師尖沙咀藝術廣場營運）；（三）容許營運者選擇是否在輪替表上的指定場地經營，並只需繳付營運日的場地服務費；（四）容許營運者申請在自行物色的新營運場地經營；（五）容許美食車申請參與自選公眾活動。
由2017年2月至2022年1月，以每個輪替週期為期16個星期計算，美食車營運近16個輪替周期。美食車在各個輪替周期的總收入詳列於下表：
|    | 輪替周期                         | 所有美食車的總收入（萬元） |
| -- | -------------------------------- | -------------------------- |
| 1  | 二零一七年二月至六月             | 892                        |
| 2  | 二零一七年六月至十月             | 606                        |
| 3  | 二零一七年十月至二零一八年二月   | 838                        |
| 4  | 二零一八年二月至五月             | 664                        |
| 5  | 二零一八年五月至九月             | 479                        |
| 6  | 二零一八年九月至二零一九年一月   | 547                        |
| 7  | 二零一九年一月至四月             | 487                        |
| 8  | 二零一九年四月至八月             | 312                        |
| 9  | 二零一九年八月至十二月           | 172                        |
| 10 | 二零一九年十二月至二零二零年三月 | 91                         |
| 11 | 二零二零年三月至七月             | 17                         |
| 12 | 二零二零年七月至十一月           | 35                         |
| 13 | 二零二零年十一月至二零二一年二月 | 95                         |
| 14 | 二零二一年三月至六月             | 115                        |
| 15 | 二零二一年六月至十月             | 107                        |
| 16 | 二零二一年十月至二零二年二月     | 177                        |
|    | 總計：                           | 5,628                      |

截至2019年1月初，15部美食車的業務表現參差，總收入約為4千萬港元，而最高收入的指定場地為迪士尼樂園。

| 美食車12個場地收入                                           | （截至2019年1月初） |
| ------------------------------------------------------------ | ------------------- |
| 指定場地                                                     | 累計收入            |
| 香港迪士尼樂園                                               | 2,191萬港元         |
| 尖沙嘴藝術廣場                                               | 352萬港元           |
| 尖沙嘴梳士巴利公園                                           | 348萬港元           |
| 海洋公園                                                     | 202萬港元           |
| 金紫荊廣場                                                   | 153萬港元           |
| 黃大仙廣場                                                   | 97萬港元            |
| 中環海濱活動空間                                             | 83萬港元            |
| 起動九龍東一號場                                             | 47萬港元            |
| 新增場地                                                     |                     |
| 香港科技大學                                                 | 50萬港元            |
| 香港科學館                                                   | 24萬港元            |
| 科學園                                                       | 22萬港元            |
| 亞洲國際博覽館 （美食車只在2017年5至9月期間在此場地營運8天） | 6萬港元             |
| 總計                                                         | 3,575萬港元         |

2019至2021年間，美食車在各指定營運場地及新增營運場地的總收入如下：
| 營運場地                       | 所有美食車的總收入（萬元） | 所有美食車的總收入（萬元） | 所有美食車的總收入（萬元） |
| ------------------------------ | -------------------------- | -------------------------- | -------------------------- |
| 營運場地                       | 2019年                     | 2020年                     | 2021年                     |
| 指定場地                       |                            |                            |                            |
| 香港迪士尼樂園                 | 626                        | 31                         | 120                        |
| 尖沙咀藝術廣場                 | 98                         | 5                          | 14                         |
| 尖沙咀梳士巴利花園             | 66                         | 1                          | 0                          |
| 海洋公園                       | 56                         | 1                          | 1                          |
| 金紫荊廣場                     | 24                         | 0                          | 0                          |
| 黃大仙廣場                     | 1                          | 0                          | 0                          |
| 中環海濱活動空間               | 3                          | 0                          | 0                          |
| 起動九龍東一號場               | 1                          | 12                         | 0                          |
| 小計：                         | 875                        | 50                         | 135                        |
| 新增場地                       |                            |                            |                            |
| 西九文化區                     | 未參加計劃                 | 61                         | 260                        |
| 香港科技大學                   | 33                         | 0                          | 0                          |
| 亞洲國際博覽館                 | 0                          | 已退出計劃                 | 已退出計劃                 |
| 香港科學館                     | 2                          | 0                          | 0                          |
| 香港科學園                     | 0                          | 0                          | 0                          |
| 賽馬會香港足球總會足球訓練中心 | 5                          | 4                          | 1                          |
| 大埔海濱公園                   | 1                          | 已退出計劃                 | 已退出計劃                 |
| 港珠澳大橋香港口岸             | 1                          | 0                          | 已退出計劃                 |
| 小計：                         | 42                         | 65                         | 261                        |
| 總計:                          | 917                        | 115                        | 396                        |

截至2021年2月底，15部美食車（包括早前退出的3部美食車）的總收入約為5,200萬港元（詳見表）。
| 美食車總收入              | （未計營運開支） |
| ------------------------- | ---------------- |
| 總收入（截至2021年2月底） | 美食車數目       |
| 500萬港元以上             | 1部              |
| 450萬港元以上至500萬港元  | 2部              |
| 400萬港元以上至450萬港元  | 3部              |
| 350萬港元以上至400萬港元  | 2部              |
| 300萬港元以上至350萬港元  | 2部              |
| 250萬港元以上至300萬港元  | 2部              |
| 200萬港元以上至250萬港元  | 2部              |
| 100萬港元或以下           | 1部              |

於2019-2022年間，在有營運的美食車中，收入最高、最低及中位數列表：
| 年份               | 2019年                       | 2020年 | 2021年 |
| 有營運的美食車數目 | 15                           | 8      | 7      |
|                    | 有營運的美食車的收入（萬元） |        |        |
| 最高               | 117                          | 45     | 151    |
| 最低               | 9                            | 1      | 5      |
| 中位數             | 75                           | 9      | 67     |